# Igreja Batista Belém
A Igreja Batista Belém (em inglês:  Bethlehem Baptist Church) é uma igreja batista com sede em  Minneapolis, Minnesota, nos Estados Unidos. É afiliada à Converge North Central e à Converge. 

## História

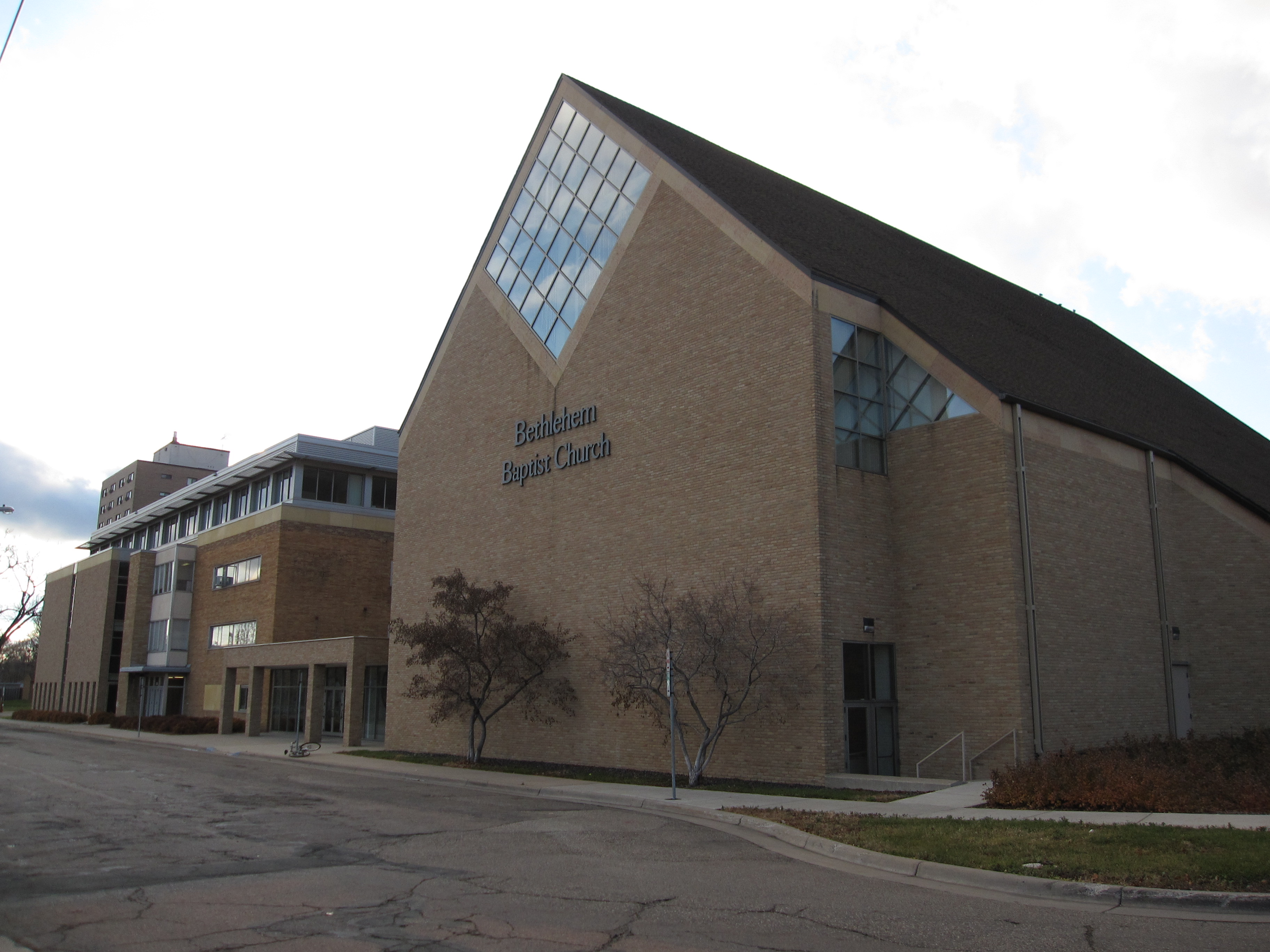
Campus em Minneapolis

No início da década de 1870, J. L. Johnson se tornou o primeiro sueco a ser batizado por imersão em Minneapolis - com um clima de 30 graus negativos. Ele e um número crescente de suecos se filiaram à Primeira Igreja Batista (Minneapolis) e, por fim, formaram uma classe bíblica sueca.
Em 22 de junho de 1871, eles se ramificaram, com a bênção da Primeira Batista, e fundaram a Bethlehem - originalmente como a "Primeira Igreja Batista Sueca de Minneapolis". Isso foi 7 anos após o fim da Guerra Civil Americana e 13 anos depois que Minnesota se tornou um estado, em um corredor na 2nd Street e Nicollet Avenue em Minneapolis, com 22 membros fundadores. O pastor John Ring lançou as bases para a igreja, que foi a primeira igreja batista sueca na área de Twin Cities. Em março de 1872, a igreja comprou um terreno na 6th Street e 12th Avenue por US$ 1.000 (US$ 21.342 hoje); eles iniciaram a construção em março do ano seguinte em um novo prédio de igreja com estrutura de madeira de US$ 4.000.
A igreja teve quatro pastores em seus primeiros dez anos. O quinto pastor, Dr. Frank Peterson, chegou em junho de 1881, e a uma igreja contava com 127 membros. Em 16 de março de 1885, durante o pastorado de Peterson, a igreja sofreu um incêndio e foi irreparável. Em fevereiro de 1888, 55 membros da igreja organizaram a Igreja Batista Sueca Elim. A congregação soube que a Segunda Igreja Congregacional na 8th Street e 13th Avenue South - a apenas 3 quarteirões do local queimado - estava disponível por US$ 13.500 (aproximadamente US$ 384.150 hoje). A igreja comprou o prédio e a propriedade em maio de 1885. Peterson era da opinião de que os imigrantes escandinavos eram os melhores batistas, porque, como ele disse em 1886, eles eram protestantes, religiosos, não eram comunistas ou socialistas, e muito poucos deles eram "vendedores ambulantes, tocadores de órgão ou mendigos. " Havia 445 membros em 1º de janeiro de 1891, quando Peterson partiu.
Sob o ministério de Peterson, 12 jovens se tornaram missionários. Um deles foi Ola Hanson, que se tornou um missionário para o povo Kachin da Birmânia por 40 anos. Hanson colocou a língua Kachin na escrita, produziu um dicionário Kachin-Inglês de 11.000 palavras, treinou 40 pastores locais e traduziu a Bíblia para Kachin. O governo britânico concedeu-lhe a Medalha Kaisar-i-Hind. Sua história é contada em uma biografia intitulada "Light in the Jungle" ("Luz na Selva" - tradução livre), de Gustaf Sword.
Os primeiros serviços da igreja em inglês começaram em 1893, quinzenalmente. O 6º pastor, Olof Bodien, veio em 1893 e pastorou até 1912. Durante esse tempo, a igreja sofreu outro incêndio (3 de dezembro de 1893) e fora vítima de um tornado (agosto de 1904). Nessa época, vários batistas suecos notáveis eram membros da igreja. A igreja tinha dois pastores de 1912–18, quando o 8º pastor, Eric Carlson, chegou. O número de membros aumentou para 834, e a tensão com o idioma cresceu durante esse tempo entre os idosos (sueco) e os jovens (inglês). O nono pastor, Anton Sjolund, veio em 1928 e o número de membros chegou a 1.204. Os serviços em sueco continuaram até meados de 1930, mas em 1º de janeiro de 1936, a igreja votou para mudar todos os serviços para o inglês, exceto para uma classe da Escola Dominical sueca. Nove anos depois, em 13 de abril de 1945, a Primeira Igreja Batista Sueca votou para mudar seu nome para Igreja Batista Belém, Bethlehem Baptist Church, (o mesmo ano em que a Conferência Geral Batista Sueca na América retirou "Sueco" de seu nome).
O décimo pastor, Eric Lindholm, veio em 1949. Ele supervisionou a construção do Edifício da Escola Dominical de US$ 500.000 (US$ 4.551.540 hoje), dedicado no final do ano de 1957 e ainda em uso. O 11º pastor, John Wilcox, veio em 1959 como o primeiro pastor não sueco da igreja (ele era originalmente um batista do sul), e pastoreou Belém por 7 anos. O 12º pastor foi Robert Featherstone, e o 13º, Bruce Fleming, pastoreado durante os anos 1970. Em 1980, Bethlehem era uma igreja típica do centro de Minneapolis. A maioria dos fiéis morava em subúrbios e se deslocava, incluindo o pastor. A idade média da congregação de agora 300 pessoas era de 75 anos quando o púlpito foi aberto.
John Piper tornou-se o novo pastor sênior. Ele tinha ensinado a Bíblia no colégio denominacional, Bethel College. Em 1983, o pastor Steller teve uma epifania missionária, reconhecendo como a teologia da igreja se conectava às missões mundiais atingindo pessoas não alcançadas, e um movimento missionário nasceu. A idade média logo caiu dos 70/60 anos para os 20 anos.
Em 1991, a igreja teve que fazer algo que nenhuma outra igreja do centro de Minneapolis havia feito em 60 anos: encontrar mais espaço. Belém ampliou seu espaço de adoração; o edifício comprado em 1885 foi demolido para um santuário maior, com 900 lugares. Um dos vitrais do edifício original está em exibição no Hall. Outra adição de prédio veio em 2003. Em 2002, a igreja expandiu seu ministério no centro da cidade para o norte de Minneapolis, criando um segundo campus. Em vez de construir um centro de adoração maior no centro da cidade, quase metade da congregação começou a adorar no Maranatha Hall no Northwestern College em Roseville. Em 2002, a igreja inaugurou um segundo campus na zona norte da cidade. Em setembro de 2006, Bethlehem lançou seu terceiro campus na Burnsville High School.  Todos os membros das três Igrejas Batistas de Belém ouvem o mesmo sermão, que é feito pessoalmente em um local e em telas de vídeo nos outros dois. Em 2012, Jason Meyer se tornou o pastor sênior. Em setembro de 2018, a igreja mudou-se para as atuais instalações do South Campus em Lakeville. Todos os congregantes das campus de Belém ouvem o mesmo sermão, que é feito pessoalmente em um local e em telas de vídeo nos outros dois. Em 26 de julho de 2020, a congregação votou para aprovar três pastores para pregação e visão, um para cada campus. Em 2020, a igreja teria um atendimento de 4.600 pessoas.
Em 2021, Kenny Stokes tornou-se pastor sênior. 
Em 2022, encerrou sua rede multisite e seus campi Norte e Sul tornaram-se igrejas independentes. 
Em 2025, havia 2 servicios de domingo em seu santuário com capacidade para 900 pessoas.  

## Crenças
A Igreja tem uma confissão de fé Batista e é membro de Converge.

## Controvérsias
Em agosto de 2021, Jason Meyer renunciou ao cargo de pastor do campus do centro da cidade.   Segundo este último, o conselho de anciãos acusou-o de ter demasiada empatia nos seus sermões. Meyer sugeriu que um pregador neo-fundamentalista atenderia melhor às expectativas do conselho. Três outros pastores também renunciaram no verão de 2021, alegando problemas de assédio, uma cultura tóxica e conflitos sobre como lidar com o abuso.  Grande parte do abuso sofrido por esses pastores estava relacionado ao seu apoio à teoria crítica da raça e o movimento #Metoo. 